# Romaní balcànic
El Romaní Balcànic és un dialecte específic no vlax de la llengua romaní, parlat per grups dintre dels Balcans, que inclouen països com Albània, Bòsnia i Hercegovina, Bulgària, Grècia, Kosovo, Macedònia del Nord, Sèrbia, Eslovènia, Turquia, etc. La llengua romaní dels Balcans és una llengua oral.

## Història
La majoria de les persones que parlen el romaní balcànic són els propis romanís. Un altre significat del prefix rom indica a un individu d'etnia romaní.
El poble romaní té un origen indi. Els parlants del romaní balcànic han migrat constantment al llarg del temps a tots els indrets d'Europa. Per aquest motiu, nous dialectes s'han anat formant. Tot i que el poble romaní s'originà a l'Índia, en l'actualitat es troben a tot el territori d'Europa.

## Dialectes
Els dialectes balcànics, també coneguts com Balkan I, es parlen a Albània, Bulgària, Grècia, Iran, Macedònia del Nord, Moldàvia, Romania, Serbia, Turqia i Ucraïna. Aquest grup inclou entre altres Romaní Arli (Grècia, Macedònia del Nord), Sepečides Romani (Grècia, Turquia, Romaní Ursari (Moldàvia, Romania) i Romaní de Crimea (Ucraïna).
Els dialectes Zis, coneguts com Balkan II, són una subdivisió dintre del grup balcànic. El romaní Bugurdži, el Drindari i el Kalajdži es parlen a Macedònia del Nord, Kosovo, Sèrbia i al nord i el centre de Bulgària.
Elšík empra aquesta classificació i exemples dialectològics (informació geográfica de Matras):

## Distribució geogràfica
| Subgrup                | Dialecte           | Lloc                                                              |
| ---------------------- | ------------------ | ----------------------------------------------------------------- |
| Balcànic meridional    | Prizren            | Kosovo                                                            |
|                        | Arli               | Grècia, Albània, Macedònia del Nord, Sèrbia                       |
|                        | Prilep             | Macedònia del Nord                                                |
|                        | Quirimítica        | Ucraïna                                                           |
|                        | Sofia Erli         | Sofia                                                             |
|                        | Zargari            | Iran                                                              |
|                        | Sepeči             | Nord de Grècia, Tràcia occidental, Tràcia oriental Turquia        |
|                        | Rumelià            | Part europea de l'actual Turquia, anomenada històricament Rumelia |
| Balcànic septentrional | Bugurdži           | Macedònia del Nord, Sèrbia                                        |
|                        | Razgrad Drindari   | Nord-est de Bulgària                                              |
|                        | Pazardžik Kalajdži | Bulgària i immigrants a Macedònia del Nord i Sèrbia               |

## Fonologia
L'inventari de sons del romaní no difereix significativament del de les altres llengües europees, la major part de les quals pertanyen a la familia indoeuropea.
El sistema consonàntic del romaní balcànic en un aspecte significatiu dels de les altres llengües europees: té oclusives aspirades (pauses aspirades) característiques de les llengües de l'Índia. En el cas del romaní, aquestes són les oclusives aspirades sordes /pʰ, tʰ, kʰ/, les quals, en la majoria de les variants del romaní, almenys a l'inici de paraula, tenen una funció distintiva de caràcter semàntic.

### Exemples
| Romaní (Bugurdži, Macedònia) | Romaní (Arli, Macedònia)   | Català                   |
| ---------------------------- | -------------------------- | ------------------------ |
| Lačho [to] saba[h]i.         | Lačho [o] sabalje.         | Bon matí.                |
| Lačho [to] zi[e]s.           | Lačho [o] dive.            | Bon dia.                 |
| Lačhi [ti] rat.              | Lačhi [i] rat.             | Bona nit.                |
| Sar isi to anav?             | Sar si tiro anav?          | Quin és el teu nom?      |
| Mo anav isi Elvis.           | Mo anav si Elvis.          | El meu nom és Elvis.     |
| Isinom lošalo kaj avdom tut! | Šukar te dikhav tut!       | Encantat de conèixer-te! |
| Isinan prandime?             | Sijan li romnjakoro?       | Ets casat?               |
| Va, me isinom prandime.      | Va, me sijum romnjakoro.   | Si, soc casat.           |
| Na, me isinom biprandime.    | Na, me sijum biromnjakoro. | No, soc fadrí.           |
| Me isi man raklija.          | Me si ma raklija.          | Tinc núvia.              |

| Nombre | Romaní      | Significat Literal |
| ------ | ----------- | ------------------ |
| 1      | jekh        | 1                  |
| 2      | duj         | 2                  |
| 3      | trin        | 3                  |
| 4      | štar        | 4                  |
| 5      | panc        | 5                  |
| 6      | šov         | 6                  |
| 7      | eftá        | 7                  |
| 8      | oxtó        | 8                  |
| 9      | enjá        | 9                  |
| 10     | deš         | 10                 |
| 11     | dešujekh    | 10 + 1             |
| 12     | dešuduj     | 10 + 2             |
| 13     | dešutrín    | 10 + 3             |
| 14     | dešuštár    | 10 + 4             |
| 15     | dešupánc    | 10 + 5             |
| 16     | dešušóv     | 10 + 6             |
| 17     | dešueftá    | 10 + 7             |
| 18     | dešuoxtó    | 10 + 8             |
| 19     | dešuenjá    | 10 + 9             |
| 20     | biš         | 20                 |
| 21     | biš-te-jekh | 20 + 1             |
| 22     | biš-te-duj  | 20 + 2             |
| 23     | biš-te-trin | 20 + 3             |
| 24     | biš-te-štar | 20 + 4             |
| 25     | biš-te-panc | 20 + 5             |

## Vocabulari i lèxic
La influència lèxica del turc és una part definitòria i extremadament important del dialecte romaní dels Balcans. No obstant, la majoria de les paraules tenen un origen persa. Els préstecs del persa, l'armeni i el grec bizantí constiueixen el lèxic pre-europeu. En definitiva, és difícil traçar l'origen definitiu de totes les paraules, perquè el vocabulari del romaní balcànic s'originà a partir de diverses fonts, les quals configuren un complex trencaclosques.

## Gramàtica
La gramàtica turca juga un gran paper en el romaní balcànic. L'ús de les conjugacions turques es troba amplament inserit dintre del romaní balcànic i sovint, és difícil de diferenciar entre la gramàtica de les dues llengües en funció de la geografia. El romaní balcànic té una gramàtica compartimentalitzada que s'origina a partir dels paradigmes verbals turcs juntament amb alguna influència grega. Molta de la morfologia de la llengua té orígens grecs i turcs, raò per la qual la llengua es vista per molts professionals com una llengua "mesclada" i, per tant, és difícil de veure on acaba una llengua i on comença l'altra. Tots els dialectes romanís empren terminacions nominals derivades del grec, substantius masculins i prèstecs substantius.

### Morfologia
La morfologia de la llengua romaní balcànica està, de nou, fortament influenciada per les llengües turca i grega. Molta gent veu aquesta llengua com una mena de gresol, perquè n'hi ha massa influències diferents en ella. El turc i el grec potser són les llengües amb major influència en el romaní balcànic, però altres llengües, com l'armeni, també l'han influenciada. Part del substrat del romaní balcànic sembla derivar de les llengües medievals del nord de l'Índia.